# Nederlandsche SS
Le Nederlandsche SS (SS dei Paesi Bassi) fu un reparto volontario paramilitare creato l'11 settembre 1940. Il 1º novembre 1942 il nome fu cambiato in Germaansche SS in Nederland (SS Germaniche nei Paesi Bassi). Le Nederlandsche SS contarono in tutto circa 7 000 membri e fu principalmente una formazione politica. In più fece la funzione di riserva per le Waffen-SS. Le uniformi erano derivate da quelle delle SS tedesche.

## Storia
Il 9 giugno 1940, in un incontro tra Anton Mussert, leader e fondatore del Nationaal-Socialistische Beweging - NSB (Partito Nazionalsocialista dei Paesi Bassi), ed il generale Gottlob Berger delle SS-Hauptamt, a Mussert fu ordinato, come da direttive emanate direttamente da Hitler, il reclutamento di personale destinato alla 5. SS-Panzer-Division "Wiking" divisione delle Waffen-SS. Il personale proveniente dai Paesi Bassi fu inquadrato in un solo reggimento, lo Standarte Westland. 

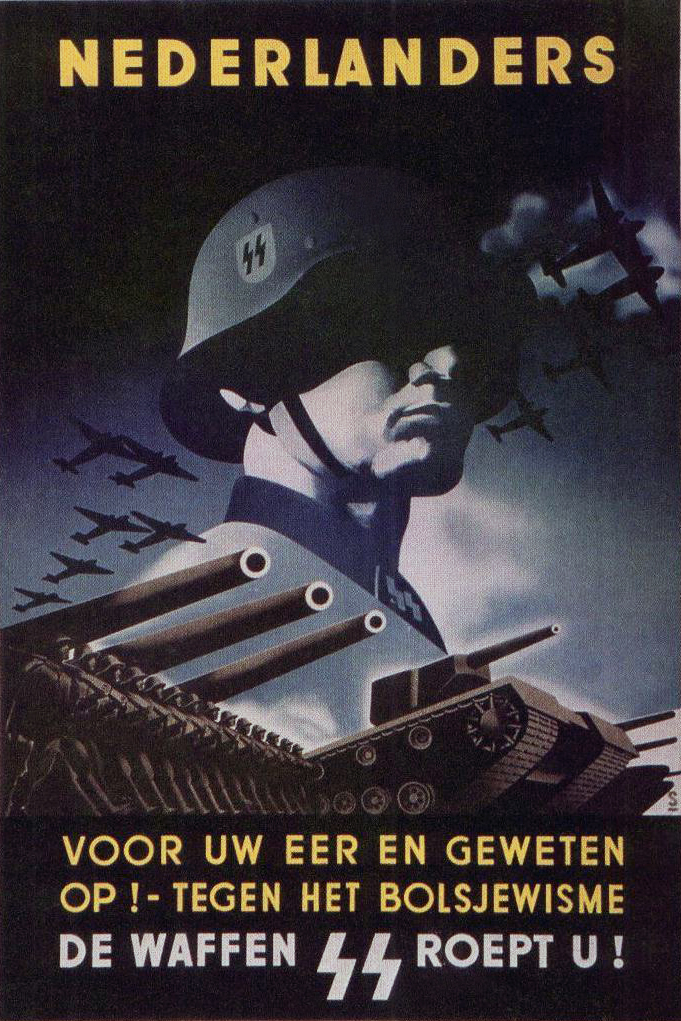
Poster di reclutamento delle SS con lo slogan "Per il tuo onore e coscienza! Contro il bolscevismo! Arruolati nelle Waffen SS."

C'erano quattro ragioni importanti per le quali Himmler credeva nella creazione di un'estensione delle SS nei Paesi Bassi. La prima era quella che le SS volevano, come risultato del desiderio di espansione di Himmler, assumere un'importante posizione nei paesi conquistati. La seconda era quella che le SS pensavano essere di grande importanza il reclutamento di volontari per le Waffen-SS; le Nederlandsche SS non dovevano servire solo come bacino dal quale attingere personale, ma doveva anche assumere importanza per la creazione delle fondazioni del futuro sistema di reclutamento. La terza era quella che le Nederlandsche SS dovevano indurre Mussert, e con lui il suo movimento, a sposare la causa della Grande Germania. Infine, la formazione delle Nederlandsche SS aveva un grosso valore di propaganda.
All'inizio Mussert rifiutò di collaborare, ma, per mantenere le proprie posizioni, dovette fare delle concessioni alle autorità tedesche. Nonostante il suo rifiuto e l'avviso ai membri dell'NSB di non prestare servizio nelle SS, l'unità fu comunque creata. I tedeschi ne avevano già avuto abbastanza del suo atteggiamento non cooperativo e minacciarono di mettere Meinoud Rost van Tonningen al suo posto, forzando Mussert ad accettare la formazione delle Nederlandsche SS, come variante delle Allgemeine-SS.
L'11 settembre 1940 furono le Nederlandsche SS ottennero il benestare di Mussert, inquadrandole formalmente come Afdeling XI (Dipartimento XI) dell'NSB. In questo modo Mussert risultava essere, solo in via teorica però, a capo del dipartimento. Il comando dell'unità fu affidato a Henk Feldmeijer, un protetto di Meinoud Rost van Tonningen. In pratica, Feldmeijer rendicontava direttamente a Hanns Albin Rauter, capo delle SS nei Paesi Bassi, ed Himmler, completamente bypassando Mussert ed il suo NSB. Feldmeijer cercò quanto più possibile l'integrazione con le Allgemeine-SS. Nella primavera del 1941, nella località di Ellecom nella municipalità di Rheden, fu aperta una scuola di formazione delle Nederlandsche SS.
Per sottolineare il fatto che la Grande Germania assumeva più importanza dei Paesi Bassi, il 1º novembre 1942 il nome fu cambiato in Germaansche SS in Nederland. Verso la fine del 1944, data la crescente avversione degli olandesi all'invasore nazista ed il comune sentore che la guerra volgeva ormai verso la fine, le Germaansche SS in Nederland erano di fatto dissolte, esistendo solo sulla carta.

## Requisiti
Dovendo, le Nederlandsche SS, essere un corpo di élite, non consentiva l'accesso a chiunque. Veniva effettuata una selezione basata sulla razza, la condotta di vita, la personalità e le condizioni fisiche. Per poter diventare un membro, il candidato doveva soddisfare i seguenti requisiti:
1. Discendenza ariana provata a partire dal 1800 (1750 per gli ufficiali); il candidato doveva dare la sua parola d'onore che non fosse a conoscenza di antenati non ariani.
2. Assenza di condanne penali disonorevoli.
3. Altezza di almeno 1,72 m.
4. Sana e robusta costituzione, verificata da visita medica.
5. Età 18-30; eccezioni venivano fatte per coloro i quali erano nazional-socialisti comprovati prima del 9 maggio 1940.
6. Giuramento di fedeltà incondizionata ai superiori.

I candidati dovevano passare attraverso una serie di esami fisici e genealogici, oltre ad investigazioni sulla vita privata. Solo coloro i quali erano in grado di passare questa selezione potevano diventare membro delle Nederlandsche SS.

## Organizzazione

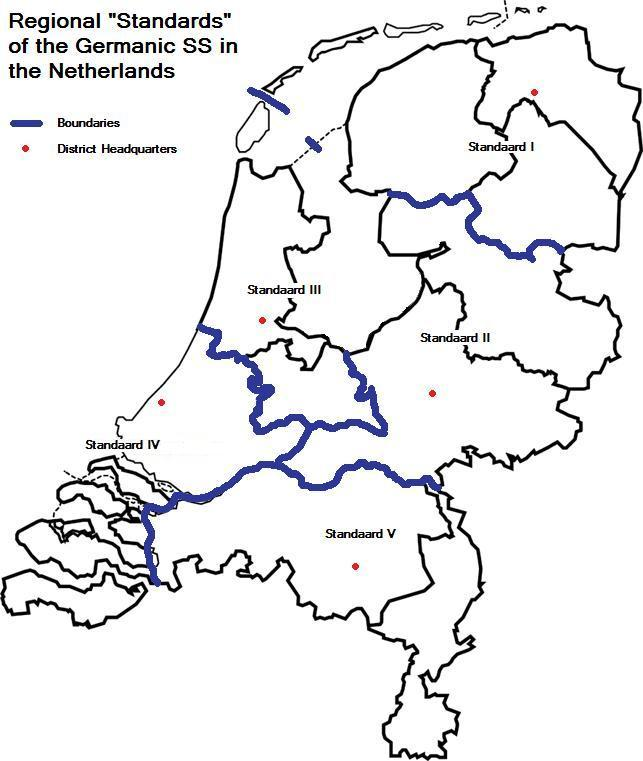
Distretti regionali delle Nederlandsche SS.

Le Nederlandsche SS erano divise in cinque distretti regionali chiamati Standaard:
1. Standaard I (Frisia, Groninga e Drenthe) quartier generale a Groninga.
2. Standaard II (Overijssel e Gheldria) quartier generale ad Arnhem.
3. Standaard III (Olanda settentrionale e Utrecht) quartier generale ad Amsterdam.
4. Standaard IV (Olanda meridionale e Zelanda) quartier generale a L'Aia.
5. Standaard V (Brabante settentrionale e Limburgo) quartier generale ad Eindhoven.

Esisteva anche un sesto Standaard autonomo di polizia. Ciascun standaard prevedeva un organico di più di 1 500 uomini ma questo era solo in via del tutto teorica. Di fatto ciascuno standaard ne contava mediamente 130 e la ragione principale di questo era dovuta al continuo attingere personale destinato alle Waffen-SS dalle Nederlandsche SS.